# Tilloy-Floriville
Tilloy-Floriville és un municipi francès, situat al departament del Somme i a la regió dels Alts de França. L'any 1999 tenia 324 habitants.

## Situació

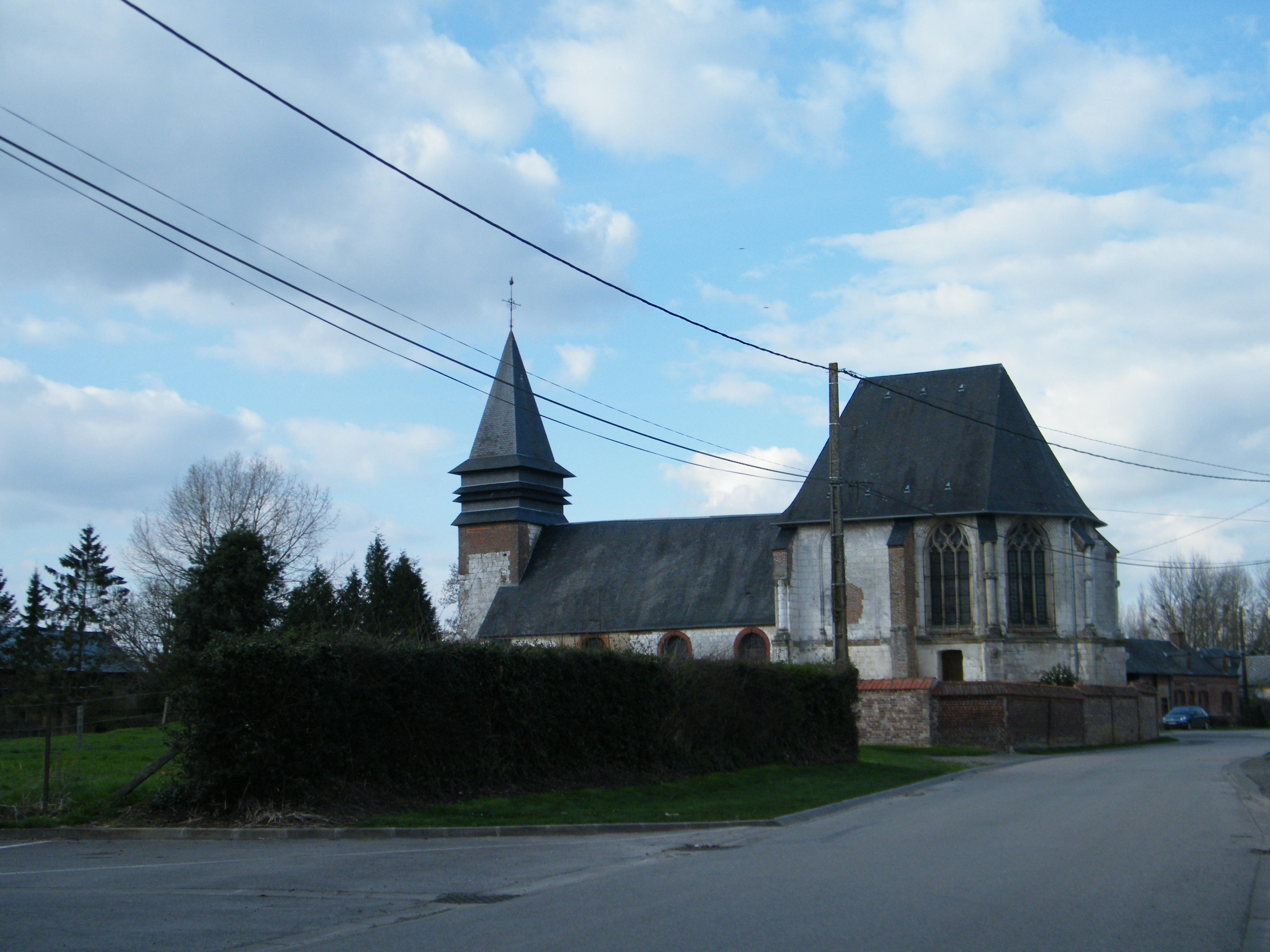

Tilloy-Floriville es troba a l'oest del Somme, a pocs quilòmetres del Sena Marítim.

## Administració

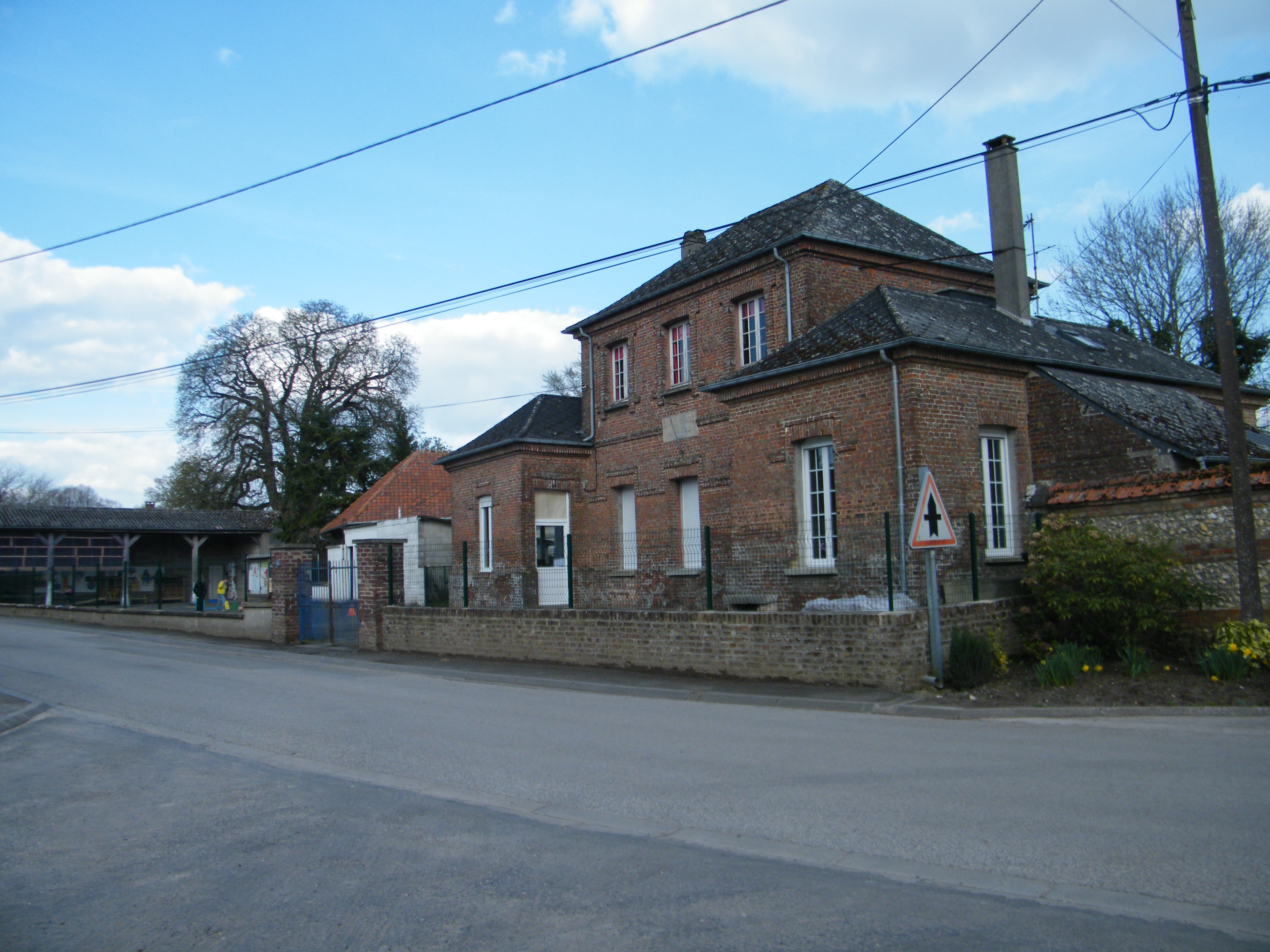

Tilloy-Floriville forma part del cantó de Gamaches, que al seu torn forma part del districte d'Abbeville. L'alcalde de la ciutat és Pierre Boulnois (2001-2008).